# Assassin's Creed: Lineage
Assassin's Creed: Lineage é uma série de três curta-metragens baseados na série Assassin's Creed. Os filmes foram produzidos pela Ubisoft com a direção do diretor canadense Yves Simoneau. O primeiro episódio foi lançado em 26 de outubro de 2009 através do YouTube.

## Enredo
A história é uma prequela para o jogo Assassin's Creed II. É centrado em Giovanni Auditore, o pai do personagem principal do jogo, Ezio Auditore da Firenze.
Giovanni é um assassino que vive na Itália do século XV, durante a Renascença. No começo dessa nova era, a conspiração está sendo traçada por uma família corrupta para derrubar a poderosa família Medici e destruir uma Itália unificada. Como um assassino, Giovanni tem de enfrentar essa ameaça e levar os culpados à justiça. A história introduz a situação antes de Assassin's Creed II, e os inimigos de Giovanni e Ezio.

### Episódios
Episódio Um
Na cidade de Florença, em 1476, o Assassino Giovanni Auditore monologa sobre como, escondidos em pleno começo do Renascimento, corrupção, traição e assassinato são frequentes, mas em ordem de preservar a justiça, a honra e a segurança de sua família ele irá lutar. Das sombras ele observa silenciosamente sua família aproveitando o convívio durante o jantar, antes de partir para as ruas iluminadas de Florença. Lá fora, ele embosca um comboio de mercenários liderados por Rodrigo Borgia, enquanto eles tentam sair da cidade discretamente, pelas sombras. Giovanni consegue matar dois dos mercenários e incapacita um terceiro, mas Borgia escapada da confusão.
Giovanni leva o homem ferido para seu mestre, Lorenzo de Medici, e o avisa que ele ouviu rumores de um vindouro evento que vai desencadear uma mudança no poder. Lorenzo interroga o prisioneiro; sob tortura, o prisioneiro confessa que na cidade de Milão, um dias depois do Natal, o Duque de Milão será assassinado durante o Festival de Santo Estevão, quando o sino da igreja tocar pela décima segunda e última vez. Giovanni corre então para Milão e encontra o Duque na missa na igreja, mas não pode fazer nada para interferir antes do Duque ser morto. Os assassinos são rapidamente despachados pelos guardas do Duque e Giovanni; entretanto, os esforços de Giovanni para tentar capturar um dos assassinos para interrogação são em vão, quando os guardas matam o último assassino. Giovanni revira o corpo de um dos assassinos, achando uma bolsa de moedas de ouro estampadas com o brasão de armas de Veneza.
Voltando à casa, Giovanni observa seu filho mais velho jogar xadrez, aconselhando seu filho mais novo, Ezio, sobre como se tornar um jogador melhor. Sozinho, ele monologa que a morte do Duque privou os Medici de um poderoso aliado, e, que mesmo agora, seus inimigos traçaram seu próximo movimento. No entanto, ele sabe onde encontrá-los.
Episódio Dois
Giovanni chega em Veneza para investigar a possibilidade de quem quer que tenha ordenado a morte do Duque de Milão estar escondido na cidade. Sua investigação levam ele para a Basílica de São Marcos e para o Palácio Ducal, onde, após matar um guarda para cobrir seu rastro, ele bisbilhota um grupo de homens (Silvio e Marco Barbarigo) conversando em uma sala próxima. Ele vê eles despacharem um mensageiro com uma carta para "seu mestre" em Roma, insistindo  que sua entrega era de extrema importância. Giovanni segue e intercepta o mensageiro em um dos becos de Veneza; depois de uma luta demorada, Giovanni domina o mensageiro e tenta interrogá-lo, mas o mensageiro se recusa a falar, e se mata com a espada de Giovanni. Furioso, Giovanni pega a carta, que está fechada com o selo da família Barbarigo e retorna a Florença.
De volta à Florença, Giovanni apresenta a carta para Lorenzo: entretanto, está encriptada, escrita em um código estranho. O ajudante de Lorenzo, Gonfaloneiro de Justiça Uberto Alberti declara que levará um tempo para decifrá-la, e manda Giovanni para casa, para descançar, promento chamá-lo quando terminar. Um padre a serviço dos Medici (Padre Antonio Maffei) traduz a carta e apresenta a Uberto, que diz para o Padre Maffei convocar Giovanni e Lorenzo, mas o alerta para não dizeres nada da carta à ninguém. De volta a sua casa de campo, Giovanni, aproveita algum tempo com sua esposa e família, antes de ser convocado por Maffei para o palácio. Seu filho Ezio fica confuso de o porquê de seu pai ter de ir tão tarde da noite, e pede para ir com ele, mas Giovanni recusa.
No palácio, Uberto diz que eles não tiveram sucesso ao traduzir a carta, e, portanto, o único jeito de saber para quem era endereçada é entregá-la pessoalmente. Apesar do perigo, Giovanni se dispõe a entregá-la; Lorenzo lhe dá intruções de achar seus inimigos... enão mostrar misericórdia.
De volta à Veneza, os Barbarigos, com Rodrigo Borgia no comando, rezam "Que o Pai do Conhecimento esteja com nós!" (confirmando que eles são Templários) e se preparam para a batalha, arrumando sua espadas em um símbolo familiar.
Episódio Três
Giovanni chega em Roma e entrega a carta como ordenado, que é passando pela multidão até chegar no Borgia; Borgia vai direto para o Vaticano, onde ele entrega a carta para o Papa Sisto IV. o dois discutem o fato de Lorenzo de Medici não estar disposto a se curvar à autoridade do Papa; quando Borgia sugere que ele poderia usar a força, o Papa concorda em empretar seus apoio espiritual e sua ajuda militar para um esforço para restaurar a ordem em Florença.
Quando Borgia deixa o Vaticano, ele é seguido por Giovanni, mas ele consegue enganar Giovanni, e desaparece dentro da Basílica de São Pedro. Quando Giovanni investiga dentro da Basílica, ele é confrontado por Borgia, que se dirige a ele pelo nome e observa que o que virá a seguir é fruto dele. Ele aprecia que as habilidades de Giovanni seriam de muito bem uso para os Templários, e que se Giovanni se juntar a ele, ele irá viver para ver "um novo mundo". Quando Giovanni recusa, e remarca que o único jeito que aquilo irá terminar é com sua lâmina Assassina na garganta de Borgia, Borgia grita "Nós veremos!", e ordena seus homens a atacarem. Giovanni luta valentemente e derrota seus inimigos, mas é atingido no peito com uma faca de atirar jogado por Borgia, e sua lâmina é quebrada. Embora ele tenha sobrevivido, Borgia usou essa distração para fugir.
Gravemente ferido, Giovanni retorna para sua casa em Florença, onde sua esposa cuida de seus ferimentos. Ele confessa para ela seu medo que o assassinato do Duque de Milão foi apenas o começo de uma conspiração, e que o próximo passo era atacar Florença; ele teme pela segurança dos Medici, seus aliados e dele próprio.
De repente, Padre Antonio Maffei, junto com alguns homens armados da guarda da cidade, chegam à casa, perguntando por Giovanni. Giovanni manda seus filho mais velho, Federico, dizer aos guardas que ele já havia saído, e então escapa por uma passagem secreta.
De volta a Roma, Borgia e seus companheiros Templários concordam que a principal ameaça para seus planos era Giovanni; entretanto, Borgia diz que ele tem um plano para lidar com o Assassino, e que com ele acabado, nada iria ficar no caminho deles.
De volta a Florença, Giovanni ronda as ruas (parando para meditar quando ele vê Ezio flertando com sua namorada na rua), monologando que dias sombrios estavam chegando à Florença e o tempo estava se esvaindo; a batalha final está prestes a começar. Ele remarca que, não importa o que aconteça, ele e seus filhos são "os Auditores da Firenze, e nós somos Assassinos!"
O filme acaba com os dizeres "A conclusão... está nas suas mãos", preparando o cenário para Assassin's Creed II.

## Elenco
- Romano Orzari ... Giovanni Auditore
- Claudia Ferri ... Maria Auditore
- Devery Jacobs ... Claudia Auditore
- Manuel Trados ... Rodrigo Borgia
- Jesse Rath ... Federico Auditore
- Devon Bostick ... Ezio Auditore da Firenze
- Alex Ivanovici ... Lorenzo de' Medici
- Michel Perron ... Uberto Alberti
- Arthur Grosser ... Papa Sisto IV
- Peter Miller ... Galeazzo Maria Sforza
- Harry Strandjofski ... Silvio Barbarigo
- Frank Fontaine ... Marco Barbarigo